# María del Carmen Ruíz Castañeda
María del Carmen Ruíz Castañeda (Tampico, 24 de agosto de 1926) es una historiadora, escritora e investigadora mexicana considerada como una pionera en el estudio de la prensa femenina en México. Además, ha realizado aportaciones a la historiografía mexicana del libro así como a la historia de la prensa mexicana.

## Trayectoria
Se graduó como doctora en lengua y literatura hispánica por la Universidad Nacional Autónoma de México. Como parte de su trayectoria académica impartió cátedra en la Facultad de Filosofía y Letras y en la Facultad de Ciencias Políticas y Sociales de la misma universidad. Su labor de investigación la llevó a formar parte del Instituto de Investigaciones Bibliográficas el cual dirigió entre 1978 a 1990.  Durante ese período también estuvo a cargo de la Biblioteca Nacional de México.

## Obras
Su producción académica incluye obras dedicadas al estudio de la historia e historia del periodismo en México:
- La mujer en el periodismo (1956).
- El conde de la Cortina y El Zurriago literario (1974).
- La Ciudad de México en el siglo XIX (1974).
- El periodismo en México. 450 años de historia (1974).
- Cancionero de la intervención Francesa (1977).
- El periodismo en México (1980).
- La prensa en México siglo XIX (1984).
- La prensa. Pasado y presente de México (1987).
- Correcciones y adiciones al catálogo de seudonimos, anagramas, iniciales y otros alias usados por escritores mexicanos y extranjeros que han publicado en México (1990).
- La prensa (1990).
- Mujer y literatura en la hemerografía: revistas literarias femeninas del siglo XIX (1994).
- El periodismo en México. 500 años de historia (1995).
- La prensa cultural del positivismo: Revista Nacional de Letras y Ciencias (1997).
- Índice de revistas literarias del siglo XIX (1999).
- Diccionario de seudonimos, anagramas, iniciales y otros alias usados por escritores mexicanos y extranjeros que han publicado en México (2000).
- La Biblioteca Nacional de México: testimonios y documentos para su historia (2004).

## Premios y reconocimientos
En octubre de 1987, el Gobierno de Francia le otorgó la Condecoración de la Orden Nacional al Mérito, en grado de Caballero.